# Ken Robinson
Sir Ken Robinson, Kt. (Liverpool, 4 de março de 1950 – 21 de agosto de 2020) foi um escritor, palestrante e consultor internacional em educação nas artes para o governo, organizações sem fins lucrativos, educação, artes. Foi diretor de Artes nas Escolas Project (1985-1989), professor de Educação Artística da Universidade de Warwick (1989-2001), e nomeado cavaleiro em 2003 por serviços à educação.
Morreu no dia 21 de agosto de 2020, aos 70 anos, em decorrência de um câncer.

## Obra
- 1977 Learning Through Drama: Report of The Schools Council Drama Teaching Project com Lynn McGregor  e Maggie Tate. UCL. Heinemann. ISBN 0435185659
- 1980 Exploring Theatre and Education Heinmann ISBN 0435187813
- 1982 The Arts in Schools: Principles, Practice, and Provision,. Fundação Calouste Gulbenkian . ISBN 0903319233
- 1984 The Arts and Higher Education. (editor with Christopher Ball). Gulbenkian and the Leverhulme Trust ISBN 0900868899
- 1986 The Arts in Further Education. British Department of Education and Science.
- 1998 Facing the Future: The Arts and Education in Hong Kong, Hong Kong Arts Development Council ASIN B002MXG93U
- 1998 All Our Futures: Creativity, Culture, and Education (The Robinson Report)[2]
- 2001 Out of Our Minds: Learning to Be Creative. Capstone. ISBN 1907312471[3]
- 2009 The Element: How Finding Your Passion Changes Everything (com Lour Aronica). Viking. ISBN 067002047
- 2016 Creative Schools: The Grassroots Revolution That's Transforming Education.(com Lour Aronica). Penguin Books. ISBN-10: 0143108069 ISBN-13: 978-0143108061

## Prémios
- 2009 Honorary Degree of Doctor from the Rhode Island School of Design (RISD)[4]
- 2008 Governor's Award for the Arts in Pennsylvania
- 2008 Gheens Foundation Creativity and Entrepreneurship Award
- 2008 George Peabody Medal[4]
- 2008 Royal Society for the Arts Benjamin Franklin Medal[4]
- 2008 Honorary Degree of Doctor from the University of Central England
- 2004 Companionship of Liverpool Institute for Performing Arts
- 2003 Tornado Cavaleiro Celibatário da Ordem do Império Britânico pelos seus serviços à arte.[5]